# Едвалду Валеріу
Едвалду Валеріу (порт. Edvaldo Valério, 20 квітня 1978) — бразильський плавець.
Призер Олімпійських Ігор 2000 року.